# Figueirense Futebol Clube
Il Figueirense Futebol Clube è una squadra di calcio del Brasile che ha sede a Florianópolis, nello Stato di Santa Catarina. Attualmente milita nel Campeonato Brasileiro Série C.
È anche conosciuta come "Furacão do Estreito" (tornado dell'Estreito), dal nome del quartiere dove è localizzato il suo stadio, l'Estádio Orlando Scarpelli.
Altro soprannome della squadra è "Figueira" (l'albero raffigurato nello stemma). La sua tifoseria è la più numerosa tra le squadre di Santa Catarina, ed è la squadra catarinense con la maggior media di pubblico nei campionati statali e nazionale.
Detiene il record di titoli nel Campionato Catarinense con 18 vittorie, l'ultima delle quali nel 2018, nella finale giocata a Chapecó contro i padroni di casa della Chapecoense. Molto accesa è la rivalità con i "cugini" dell'Avaí Futebol Clube.
Nel Figueirense ha giocato nel campionato 2005 un giocatore che ha militato nel calcio italiano: Edmundo, ex-giocatore di Fiorentina e Napoli.

## Palmarès

### Competizioni statali
- Campionato Catarinense: 18

1932, 1935, 1936, 1937, 1939, 1941, 1972, 1974, 1994, 1999, 2002, 2003, 2004, 2006, 2008, 2014, 2018
- Copa Santa Catarina: 3

1990, 1996, 2021
- Recopa Catarinense: 2

2019, 2022
- Torneio Mercosul: 1

1995

### Competizioni giovanili
- Copa São Paulo de Futebol Júnior: 1

2008

### Altri piazzamenti
- Campeonato Brasileiro Série B:

Secondo posto: 2001, 2010
Terzo posto: 1985
- Campeonato Brasileiro Série C:

Terzo posto: 1996
- Coppa del Brasile:

Finalista: 2007

## Organico

### Rosa 2020
| N. |                    | Ruolo | Calciatore      |
| -- | ------------------ | ----- | --------------- |
| 1  | Brasile (bandiera) | P     | Vitor Caetano   |
| 2  | Brasile (bandiera) | D     | Felipe Barros   |
| 3  | Brasile (bandiera) | D     | Victor Oliveira |
| 4  | Brasile (bandiera) | D     | Alemão          |
| 5  | Brasile (bandiera) | C     | Arouca          |
| 6  | Brasile (bandiera) | D     | Sanchez         |
| 7  | Brasile (bandiera) | C     | Patrick         |
| 8  | Brasile (bandiera) | C     | Elyeser         |
| 9  | Brasile (bandiera) | A     | Pedro Lucas     |
| 10 | Brasile (bandiera) | C     | Marquinho       |
| 11 | Brasile (bandiera) | A     | Vitor Feijão    |
| 12 | Brasile (bandiera) | P     | Sidão           |
| 13 | Brasile (bandiera) | A     | Milla           |
| 14 | Brasile (bandiera) | D     | Lucas Marques   |
| 15 | Brasile (bandiera) | D     | Paulo Ricardo   |
| 16 | Brasile (bandiera) | A     | Diego Gonçalves |

| N. |                    | Ruolo | Calciatore      |
| -- | ------------------ | ----- | --------------- |
| 17 | Brasile (bandiera) | C     | Guilherme       |
| 18 | Brasile (bandiera) | D     | Rony            |
| 19 | Brasile (bandiera) | A     | Éverton Santos  |
| 20 | Brasile (bandiera) | C     | Kauê            |
| 21 | Brasile (bandiera) | C     | Lucas Henrique  |
| 22 | Brasile (bandiera) | P     | Rodolfo         |
| 23 | Brasile (bandiera) | A     | Nicholas        |
| 24 | Brasile (bandiera) | A     | João Diogo      |
| 25 | Brasile (bandiera) | A     | Davi            |
| 26 | Brasile (bandiera) | D     | Carlinhos       |
| 27 | Brasile (bandiera) | C     | Everton Galdino |
| 28 | Brasile (bandiera) | C     | Carlos Gabriel  |
| 29 | Brasile (bandiera) | C     | Elias           |
| 30 | Brasile (bandiera) | D     | Mateus Brunetti |
| 31 | Brasile (bandiera) | D     | Matheus Pereira |
| 84 | Brasile (bandiera) | P     | Wilson          |

### Rosa 2011-2012
| N. |                     | Ruolo | Calciatore        |
| -- | ------------------- | ----- | ----------------- |
|    | Brasile (bandiera)  | P     | Eduardo Scherpel  |
|    | Brasile (bandiera)  | P     | Dalton            |
|    | Brasile (bandiera)  | P     | Gustavo Ramon     |
|    | Brasile (bandiera)  | P     | Wilson            |
|    | Paraguay (bandiera) | P     | Roberto Fernández |
|    | Brasile (bandiera)  | D     | Anderson Luiz     |
|    | Brasile (bandiera)  | D     | Diego             |
|    | Brasile (bandiera)  | D     | Léo Matos         |
|    | Brasile (bandiera)  | D     | Bruno Perone      |
|    | Brasile (bandiera)  | D     | Bruno Aguiar      |
|    | Brasile (bandiera)  | D     | Asprilla          |
|    | Brasile (bandiera)  | D     | Renato            |
|    | Brasile (bandiera)  | D     | Alex Bruno        |
|    | Brasile (bandiera)  | D     | Juninho           |
|    | Brasile (bandiera)  | D     | Alex Cazumba      |
|    | Brasile (bandiera)  | D     | Peter             |
|    | Brasile (bandiera)  | C     | Jônatas           |
|    | Brasile (bandiera)  | C     | Carlinhos         |
|    | Brasile (bandiera)  | C     | Diogo             |
|    | Brasile (bandiera)  | C     | Gomes             |
|    | Brasile (bandiera)  | C     | Roger Bernardo    |

| N. |                    | Ruolo | Calciatore       |
| -- | ------------------ | ----- | ---------------- |
|    | Brasile (bandiera) | C     | Jairo            |
|    | Brasile (bandiera) | C     | Jackson          |
|    | Brasile (bandiera) | C     | Leandro Carvalho |
|    | Brasile (bandiera) | C     | Magal            |
|    | Brasile (bandiera) | C     | Talhetti         |
|    | Brasile (bandiera) | C     | Ramon            |
|    | Brasile (bandiera) | C     | Rodrigo Fabri    |
|    | Brasile (bandiera) | C     | Fernandes        |
|    | Brasile (bandiera) | C     | Joílson          |
|    | Brasile (bandiera) | C     | Leandro Chaves   |
|    | Brasile (bandiera) | C     | Zé Roberto       |
|    | Brasile (bandiera) | A     | Alex Junio       |
|    | Brasile (bandiera) | A     | Bruno Santos     |
|    | Brasile (bandiera) | A     | Edu Sales        |
|    | Brasile (bandiera) | A     | Tadeu            |
|    | Brasile (bandiera) | A     | Rafael Coelho    |
|    | Brasile (bandiera) | A     | Welington Amorim |
|    | Brasile (bandiera) | A     | Lima             |
|    | Brasile (bandiera) | A     | Ricardo Bueno    |
|    | Brasile (bandiera) | A     | Ciro             |
|    | Brasile (bandiera) | A     | Rafael Moura     |